# 하나머티리얼즈
하나머티리얼즈(Hana Materials Inc.)는 대한민국의 반도체 소재부품 기업이다. 본사는 충남 천안시 서북구 3공단 3로 42에 위치해 있으며 대표이사는 김현주이다. 아산시에 공장을 운영하고 있다

## 상장
2017년 4월 28일에 공모가 12,000원에 코스닥 시장에 상장하였다.

## 같이 보기
- 리노공업
- 티씨케이
- 원익QnC
- 티에스이
- 케이엔제이

## 참고문헌
1. ↑  BNK證 “하나머티리얼즈, 목표가 52% 상향… 실적 개선에도 전방 고객사와 주가 괴리 커”, 조선비즈, 2024.01.03
2. ↑  하나머티리얼즈, 통신소자용 SiC 기판 원료 개발…“업사이클로 가격경쟁력 향상”, ET뉴스, 2023-09-19
3. ↑  "하나머티리얼즈, 매출 감소세 1분기에 끝난다…목표가↑"-BNK, 한국경제, 2024년 1월 3일